# Sân bay Ust-Nera
Sân bay Ust-Nera (IATA: USR, ICAO: UEMT) là một sân bay ở Ust-Nera, Cộng hòa Sakha, Nga.

## Hãng hàng không và điểm đến
| Hãng hàng không  | Các điểm đến |
| ---------------- | ------------ |
| Yakutia Airlines | Yakutsk      |

## Thống kê
Nguồn: